# Newport Rising
O Newport Rising foi o último levante armado em grande escala no País de Gales, por cartistas cujas demandas incluíam democracia e o direito de voto secreto.
Na segunda-feira, 4 de novembro de 1839, aproximadamente 4 000 simpatizantes cartistas, sob a liderança de John Frost, marcharam sobre a cidade de Newport, Monmouthshire. No caminho, alguns cartistas de Newport foram presos pela polícia e mantidos prisioneiros no Westgate Hotel, no centro de Newport. Os cartistas de cidades industriais fora de Newport, incluindo muitos mineiros de carvão, alguns com armas caseiras, tinham a intenção de libertar seus colegas cartistas. Os combates começaram e os soldados do 45º Regimento de Infantaria, destacados na proteção da polícia, receberam ordens de abrir fogo. Entre 10 e 24 cartistas foram confirmados mortos, enquanto relatos de talvez mais 50 feridos. Quatro soldados ficaram feridos, assim como o prefeito de Newport, que estava dentro do hotel. Posteriormente, os líderes do levante foram condenados por traição e sentenciados a serem enforcados, arrastados e esquartejados. As sentenças foram posteriormente comutadas para transporte.